# Távozz tőlem, Sátán!
A Távozz tőlem, Sátán! (eredeti cím: Deliver Us from Evil) 2014-ben bemutatott amerikai bűnügyi-természetfeletti horrorfilm, meyet Scott Derrickson rendezett, Jerry Bruckheimer produceri közreműködésével. A főszerepben Eric Bana, Edgar Ramírez, Sean Harris, Olivia Munn és Joel McHale látható.
Az Amerikai Egyesült Államokban 2014. július 2-án mutatták be, míg Magyarországon július 10-én az InterCom Zrt. forgalmazásában.
Annak ellenére, hogy a film vegyes kritikákat kapott a kritikusokról, bevételi szempontból sikeresen teljesített: 87,9 millió dollárt termelt, mely a 30 millió dolláros költségvetésével szemben jó eredménynek számít.

## Cselekmény
A filmet valós események ihlették. A film középpontjában, a New York-i rendőr, Ralph Sarchie (Eric Bana) áll, aki egy spanyol pap (Édgar Ramírez) miatt olyan ügyletbe keveredik, amely démoni jelenlétet és természetfeletti erőket takar. Megmagyarázhatatlan gyilkosságok tetteibe csöppen, ami egyre ismétlődő cselekményekké válik. A férfi a szolgálaton kívüli szabad idejét szereti együtt tölteni a szépséges feleségével és a kislányával, de ezen bűnügyek miatt kénytelen őket hanyagolni. Ralph a munkájának ad elsőbbséget, mint hogy a családjának. Hamarosan összedolgozik a pappal, hogy megoldják a paranormális erők általi gyötrelmeket. Próbálnak egy hatalmas démont kiűzni egy olyan emberből, aki Irakban szolgált katonaként, valamint ő az egyetlen túlélője az ott történt barlangi katasztrófának. Ralph egyre jobban észleli a jeleket; kisgyerek hangokat kezd hallani a fejében és olyan dolgokat lát, amit mások nem látnak, ám a családját is veszély fenyegeti. A kislánya kaparászásokat hall az ágya alatt, míg a felesége azt hiszi, hogy elhanyagolja mindkettejüket.

## Szereplők
| Színész        | Szereplő                                 | Magyar hang     |
| -------------- | ---------------------------------------- | --------------- |
| Eric Bana      | Ralph Sarchie, New York-i rendőr         | Bozsó Péter     |
| Édgar Ramírez  | Mendoza, spanyol pap                     | Varga Rókus     |
| Olivia Munn    | Jen Sarchie, Ralph felesége              | Vágó Bernadett  |
| Sean Harris    | Santino, az ördög által megszállt katona | Gubányi György  |
| Joel McHale    | Butler, Ralph társa                      | Fehér Tibor     |
| Chris Coy      | Jimmy Tratner                            | Maday Gábor     |
| Dorian Missick | Gordon                                   | Horváth Gergely |
| Mike Houston   | Nadler                                   | Holl Nándor     |
| Lulu Wilson    | Christina                                | Koller Virág    |
| Olivia Horton  | Jane Crenna                              | Solecki Janka   |

## Kritikai visszhang
A Metacritic oldalán a film értékelése 40% a 100-ból, ami 32 véleményen alapul. A Rotten Tomatoeson a Távozz tőlem, Sátán! 28%-os minősítést kapott, 115 értékelés alapján.